# اسپیاتسو
اسپیاتسو (به ایتالیایی: Spiazzo) یک منطقهٔ مسکونی در ایتالیا است که در ترنتینو واقع شده‌است.

## خصوصیات
اسپیاتسو ۷۰٫۶ کیلومترمربع مساحت و ۱٬۱۶۴ نفر جمعیت دارد.